# إيغل إير (أوغندا)
إيغل إير هي شركة طيران خاصة في أوغندا، وتتخذ من مطار إنتيبي الدولي في العاصمة كامبالا مركزاً لعملياتها.

## تاريخ
إنشئت شركة إيغل إير في 1994، مما يجعلها واحدة من شركات الطيران القديمة في أوغندا.

## الأسطول
تتوفر الشركة على أسطول من طائرات بيتشكرافت 1900 وليت إل-410 تربوليت.